# DJ Jazzy Jeff & the Fresh Prince/Diskografie
Diese Diskografie ist eine Übersicht über die musikalischen Werke des US-amerikanischen Hip-Hop-Duos DJ Jazzy Jeff & the Fresh Prince. Den Schallplattenauszeichnungen zufolge hat es bisher mehr als 9,6 Millionen Tonträger verkauft, davon alleine acht Millionen in ihrer Heimat den Vereinigten Staaten. Ihre erfolgreichste Veröffentlichung ist das zweite Studioalbum He’s the DJ, I’m the Rapper mit über drei Millionen verkauften Einheiten.

## Alben

### Studioalben
| Jahr | Titel Musiklabel                               | Höchstplatzierung, Gesamtwochen, AuszeichnungChartplatzierungen (Jahr, Titel, Musiklabel, Platzierungen, Wochen, Auszeichnungen, Anmerkungen) | Höchstplatzierung, Gesamtwochen, AuszeichnungChartplatzierungen (Jahr, Titel, Musiklabel, Platzierungen, Wochen, Auszeichnungen, Anmerkungen) | Höchstplatzierung, Gesamtwochen, AuszeichnungChartplatzierungen (Jahr, Titel, Musiklabel, Platzierungen, Wochen, Auszeichnungen, Anmerkungen) | Höchstplatzierung, Gesamtwochen, AuszeichnungChartplatzierungen (Jahr, Titel, Musiklabel, Platzierungen, Wochen, Auszeichnungen, Anmerkungen) | Höchstplatzierung, Gesamtwochen, AuszeichnungChartplatzierungen (Jahr, Titel, Musiklabel, Platzierungen, Wochen, Auszeichnungen, Anmerkungen) | Höchstplatzierung, Gesamtwochen, AuszeichnungChartplatzierungen (Jahr, Titel, Musiklabel, Platzierungen, Wochen, Auszeichnungen, Anmerkungen) | Anmerkungen                                                |
| Jahr | Titel Musiklabel                               | DE | AT | CH | UK | US | R&B | Anmerkungen                                                |
| ---- | ---------------------------------------------- | --- | --- | --- | --- | --- | --- | ---------------------------------------------------------- |
| 1987 | Rock the House Jive Records (RCA)              | — | — | — | UK97 (1 Wo.)UK | US83 Gold · (18 Wo.)US | R&B24 (33 Wo.)R&B | Erstveröffentlichung: 18. März 1987 Verkäufe: + 500.000    |
| 1988 | He’s the DJ, I’m the Rapper Jive Records (RCA) | — | — | — | UK68 (2 Wo.)UK | US4 ×3Dreifachplatin · (55 Wo.)US | R&B5 (47 Wo.)R&B | Erstveröffentlichung: 29. März 1988 Verkäufe: + 3.000.000  |
| 1989 | And in This Corner … Jive Records (RCA)        | — | — | — | — | US39 Gold · (20 Wo.)US | R&B19 (20 Wo.)R&B | Erstveröffentlichung: 17. Oktober 1989 Verkäufe: + 500.000 |
| 1991 | Homebase Jive Records (BMG)                    | — | — | — | UK69 (1 Wo.)UK | US12 Platin · (42 Wo.)US | R&B5 (31 Wo.)R&B | Erstveröffentlichung: 9. Juli 1991 Verkäufe: + 1.000.000   |
| 1993 | Code Red Jive Records (BMG)                    | DE61 (9 Wo.)DE | — | CH35 (5 Wo.)CH | UK50 (6 Wo.)UK | US64 Gold · (15 Wo.)US | R&B39 (12 Wo.)R&B | Erstveröffentlichung: 12. Oktober 1993 Verkäufe: + 550.000 |

### Kompilationen
| Jahr | Titel Musiklabel                                                          | Höchstplatzierung, Gesamtwochen, AuszeichnungChartplatzierungen (Jahr, Titel, Musiklabel, Platzierungen, Wochen, Auszeichnungen, Anmerkungen) | Höchstplatzierung, Gesamtwochen, AuszeichnungChartplatzierungen (Jahr, Titel, Musiklabel, Platzierungen, Wochen, Auszeichnungen, Anmerkungen) | Höchstplatzierung, Gesamtwochen, AuszeichnungChartplatzierungen (Jahr, Titel, Musiklabel, Platzierungen, Wochen, Auszeichnungen, Anmerkungen) | Höchstplatzierung, Gesamtwochen, AuszeichnungChartplatzierungen (Jahr, Titel, Musiklabel, Platzierungen, Wochen, Auszeichnungen, Anmerkungen) | Höchstplatzierung, Gesamtwochen, AuszeichnungChartplatzierungen (Jahr, Titel, Musiklabel, Platzierungen, Wochen, Auszeichnungen, Anmerkungen) | Höchstplatzierung, Gesamtwochen, AuszeichnungChartplatzierungen (Jahr, Titel, Musiklabel, Platzierungen, Wochen, Auszeichnungen, Anmerkungen) | Anmerkungen                                              |
| Jahr | Titel Musiklabel                                                          | DE | AT | CH | UK | US | R&B | Anmerkungen                                              |
| ---- | ------------------------------------------------------------------------- | --- | --- | --- | --- | --- | --- | -------------------------------------------------------- |
| 1998 | Greatest Hits Jive Records (ZLG)                                          | DE69 (4 Wo.)DE | — | — | UK20 Gold · (6 Wo.)UK | US144 (6 Wo.)US | R&B93 (1 Wo.)R&B | Erstveröffentlichung: 28. April 1998 Verkäufe: + 100.000 |
| 2006 | The Very Best of DJ Jazzy Jeff & the Fresh Prince Jive Records (Sony BMG) | — | — | — | — | — | — | Erstveröffentlichung: 6. Juni 2006                       |
| 2011 | The Best Of Jive Records (Sony)                                           | — | — | — | — | — | — | Erstveröffentlichung: 4. November 2011                   |

## Singles
| Jahr | Titel Album                                                                    | Höchstplatzierung, Gesamtwochen, AuszeichnungChartplatzierungen (Jahr, Titel, Album, Platzierungen, Wochen, Auszeichnungen, Anmerkungen) | Höchstplatzierung, Gesamtwochen, AuszeichnungChartplatzierungen (Jahr, Titel, Album, Platzierungen, Wochen, Auszeichnungen, Anmerkungen) | Höchstplatzierung, Gesamtwochen, AuszeichnungChartplatzierungen (Jahr, Titel, Album, Platzierungen, Wochen, Auszeichnungen, Anmerkungen) | Höchstplatzierung, Gesamtwochen, AuszeichnungChartplatzierungen (Jahr, Titel, Album, Platzierungen, Wochen, Auszeichnungen, Anmerkungen) | Höchstplatzierung, Gesamtwochen, AuszeichnungChartplatzierungen (Jahr, Titel, Album, Platzierungen, Wochen, Auszeichnungen, Anmerkungen) | Höchstplatzierung, Gesamtwochen, AuszeichnungChartplatzierungen (Jahr, Titel, Album, Platzierungen, Wochen, Auszeichnungen, Anmerkungen) | Anmerkungen                                                                                         |
| Jahr | Titel Album                                                                    | DE | AT | CH | UK | US | R&B | Anmerkungen                                                                                         |
| ---- | ------------------------------------------------------------------------------ | --- | --- | --- | --- | --- | --- | --------------------------------------------------------------------------------------------------- |
| 1986 | Girls Ain’t Nothing but Trouble Rock the House                                 | — | — | — | UK21 (8 Wo.)UK | US57 (12 Wo.)US | R&B81 (5 Wo.)R&B | Erstveröffentlichung: September 1986                                                                |
| 1987 | The Magnificent Jazzy Jeff Rock the House                                      | — | — | — | UK93 (2 Wo.)UK | — | R&B61 (9 Wo.)R&B | Erstveröffentlichung: Februar 1987                                                                  |
| 1987 | A Touch of Jazz Rock the House                                                 | — | — | — | UK79 (2 Wo.)UK | — | R&B65 (8 Wo.)R&B | Erstveröffentlichung: Mai 1987                                                                      |
| 1988 | Parents Just Don’t Understand He’s the DJ, I’m the Rapper                      | — | — | — | UK87 (4 Wo.)UK | US12 Gold · (19 Wo.)US | R&B10 (20 Wo.)R&B | Erstveröffentlichung: April 1988 Verkäufe: + 500.000                                                |
| 1988 | A Nightmare on My Street He’s the DJ, I’m the Rapper                           | — | — | — | — | US15 (16 Wo.)US | R&B9 (15 Wo.)R&B | Erstveröffentlichung: 30. Juli 1988                                                                 |
| 1988 | Brand New Funk He’s the DJ, I’m the Rapper                                     | — | — | — | — | — | R&B76 (9 Wo.)R&B | Erstveröffentlichung: 1988                                                                          |
| 1989 | I Think I Can Beat Mike Tyson And in This Corner                               | — | — | — | UK94 (1 Wo.)UK | US58 (8 Wo.)US | R&B23 (11 Wo.)R&B | Erstveröffentlichung: 10. Oktober 1989                                                              |
| 1990 | Groove (Jazzy’s Groove) And in This Corner                                     | — | — | — | — | — | R&B70 (7 Wo.)R&B | Erstveröffentlichung: 29. Januar 1990                                                               |
| 1991 | Summertime Homebase                                                            | DE12 (17 Wo.)DE | — | CH11 (13 Wo.)CH | UK8 Platin · (19 Wo.)UK | US4 Platin · (18 Wo.)US | R&B1 (18 Wo.)R&B | Erstveröffentlichung: 20. Mai 1991 Verkäufe: + 1.600.000 Original: Kool & the Gang – Summer Madness |
| 1991 | Ring My Bell Homebase                                                          | — | — | CH29 (1 Wo.)CH | UK53 (2 Wo.)UK | US20 Gold · (19 Wo.)US | R&B22 (13 Wo.)R&B | Erstveröffentlichung: 13. September 1991 Verkäufe: + 500.000; Original: Anita Ward                  |
| 1991 | The Things That U Do Homebase                                                  | — | — | — | — | — | R&B43 (10 Wo.)R&B | Erstveröffentlichung: 27. November 1991                                                             |
| 1992 | Yo Home to Bel-Air auch bekannt als: The Fresh Prince of Bel Air Greatest Hits | — | — | — | UK— GoldUK | — | — | Erstveröffentlichung: 21. September 1992 Verkäufe: + 400.000                                        |
| 1993 | Boom! Shake the Room Code Red                                                  | DE8 Gold · (21 Wo.)DE | AT17 (11 Wo.)AT | CH8 (21 Wo.)CH | UK1 Silber · (13 Wo.)UK | US13 Gold · (20 Wo.)US | R&B21 (16 Wo.)R&B | Erstveröffentlichung: 16. Juli 1993 Verkäufe: + 1.020.000; Original: Ohio Players – Funky Worm      |
| 1993 | I’m Looking for the One (To Be with Me) Code Red                               | DE88 (4 Wo.)DE | — | — | UK24 (4 Wo.)UK | US79 (7 Wo.)US | R&B51 (9 Wo.)R&B | Erstveröffentlichung: 1. November 1993 Original: S.O.S. Band – Tell Me If You Still Care            |
| 1994 | Can’t Wait to Be with You Code Red                                             | — | — | — | UK29 (5 Wo.)UK | — | — | Erstveröffentlichung: Februar 1994 Original: Luther Vandross – Never Too Much                       |
| 1994 | Twinkle Twinkle (I’m Not a Star) Code Red                                      | — | — | — | UK60 (4 Wo.)UK | — | — | Erstveröffentlichung: 23. Mai 1994                                                                  |
| 1994 | I Wanna Rock Code Red                                                          | — | — | — | — | — | — | Erstveröffentlichung: 1994                                                                          |
| 1998 | Lovely Daze Greatest Hits                                                      | — | — | — | UK37 (2 Wo.)UK | — | — | Erstveröffentlichung: 2. Juni 1998 Original: Bill Withers – Lovely Day                              |

## Videoalben und Musikvideos

### Videoalben
| Jahr | Titel Musiklabel                               | Anmerkungen                        |
| ---- | ---------------------------------------------- | ---------------------------------- |
| 1991 | Summertime (And Other Hits) Jive Records (BMG) | Erstveröffentlichung: 1. Juli 1991 |
| 1998 | Greatest Hits Jive Records (Sony BMG)          | Erstveröffentlichung: 19. Mai 1998 |

### Musikvideos
| Jahr | Titel                                   | Regisseur(e)  |
| ---- | --------------------------------------- | ------------- |
| 1986 | Girls Ain’t Nothing but Trouble         | Scott Kalvert |
| 1986 | The Magnificent Jazzy Jeff              |               |
| 1987 | A Touch of Jazz                         |               |
| 1987 | Brand New Funk                          | Hart Perry    |
| 1988 | Parents Just Don’t Understand           | Scott Kalvert |
| 1988 | A Nightmare on My Street                | Scott Kalvert |
| 1989 | I Think I Can Beat Mike Tyson           | Scott Kalvert |
| 1990 | Groove (Jazzy’s Groove)                 |               |
| 1991 | Summertime                              | Jim Swaffield |
| 1991 | Ring My Bell                            |               |
| 1991 | The Things That U Do                    |               |
| 1993 | Boom! Shake the Room                    |               |
| 1993 | I’m Looking for the One (To Be with Me) |               |
| 1994 | I Wanna Rock                            |               |

## Sonderveröffentlichungen

### Alben
| Jahr | Titel Musiklabel                                                  | Anmerkungen                                                                       |
| ---- | ----------------------------------------------------------------- | --------------------------------------------------------------------------------- |
| 2000 | Before the Willenium Jive Records (BMG)                           | Erstveröffentlichung: 7. März 2000 Teil der „Priceless-Collection“-Reihe          |
| 2003 | Platinum & Gold Collection Jive Records (BMG)                     | Erstveröffentlichung: 19. August 2003 Teil der „Platinum-&-Gold-Collection“-Reihe |
| 2006 | Collections Sony Music (Sony BMG)                                 | Erstveröffentlichung: 4. April 2006 Teil der „Collections“-Reihe                  |
| 2015 | The Very Best of DJ Jazzy Jeff & Fresh Prince Jive Records (Sony) | Erstveröffentlichung: 14. April 2015 Teil der „Playlist“-Reihe                    |

| Jahr | Titel Musiklabel                                 | Anmerkungen                                                                       |
| ---- | ------------------------------------------------ | --------------------------------------------------------------------------------- |
| 2017 | Original Album Classics Zomba Label Group (Sony) | Erstveröffentlichung: 15. September 2017 Teil der „Original-Album-Classics“-Reihe |

### Lieder
| Jahr | Titel Soundtrack zu                                 | Anmerkungen                                                           |
| ---- | --------------------------------------------------- | --------------------------------------------------------------------- |
| 1988 | Jazzy’s in the House Daddy’s Cadillac               | Erstveröffentlichung: 1988                                            |
| 1992 | Ring My Bell Der Prinz von Bel-Air                  | Erstveröffentlichung: 1992 Original: Anita Ward                       |
| 1992 | Summertime Der Prinz von Bel-Air                    | Erstveröffentlichung: 1992 Original: Kool & the Gang – Summer Madness |
| 1992 | The Things That U Do Der Prinz von Bel-Air          | Erstveröffentlichung: 1992                                            |
| 1992 | Yo Home to Bel-Air Der Prinz von Bel-Air            | Erstveröffentlichung: 1992                                            |
| 2008 | Summertime The Wackness – Verrückt sein ist relativ | Erstveröffentlichung: 24. Juni 2008                                   |
| 2012 | Summertime Keith Lemon – Der Film                   | Erstveröffentlichung: 20. August 2012                                 |

## Promoveröffentlichungen
| Jahr | Titel Album                           | Anmerkungen                |
| ---- | ------------------------------------- | -------------------------- |
| 1987 | Just One of Those Days Rock the House | Erstveröffentlichung: 1987 |
| 1992 | You Saw My Blinker Homebase           | Erstveröffentlichung: 1992 |

## Statistik

### Chartauswertung
|                     | DE    | AT    | CH    | UK    | US    | R&B     |
| ------------------- | ----- | ----- | ----- | ----- | ----- | ------- |
| Nummer-eins-Alben   | DE—DE | AT—AT | CH—CH | UK—UK | US—US | R&B—R&B |
| Top-10-Alben        | DE—DE | AT—AT | CH—CH | UK—UK | US1US | R&B2R&B |
| Alben in den Charts | DE2DE | AT—AT | CH1CH | UK5UK | US6US | R&B6R&B |

|                       | DE    | AT    | CH    | UK     | US    | R&B      |
| --------------------- | ----- | ----- | ----- | ------ | ----- | -------- |
| Nummer-eins-Singles   | DE—DE | AT—AT | CH—CH | UK1UK  | US—US | R&B1R&B  |
| Top-10-Singles        | DE1DE | AT—AT | CH1CH | UK2UK  | US1US | R&B3R&B  |
| Singles in den Charts | DE3DE | AT1AT | CH3CH | UK12UK | US8US | R&B13R&B |

### Auszeichnungen für Musikverkäufe
| Goldene Schallplatte - Spanien - 1993: für das Album Code Red Platin-Schallplatte - Australien - 1993: für die Single Boom! Shake the Room |

Anmerkung: Auszeichnungen in Ländern aus den Charttabellen bzw. Chartboxen sind in ebendiesen zu finden.
| Land/RegionAuszeichnungen für Musikverkäufe (Land/Region, Auszeichnungen, Verkäufe, Quellen) | Silber  | Gold       | Platin     | Verkäufe  | Quellen           |
| -------------------------------------------------------------------------------------------- | ------- | ---------- | ---------- | --------- | ----------------- |
| Australien (ARIA)                                                                            | —       | —          | Platin1    | 70.000    | Einzelnachweise   |
| Deutschland (BVMI)                                                                           | —       | Gold1      | —          | 250.000   | musikindustrie.de |
| Spanien (Promusicae)                                                                         | —       | Gold1      | —          | 50.000    | mediafire.com     |
| Vereinigte Staaten (RIAA)                                                                    | —       | 6× Gold6   | 5× Platin5 | 8.000.000 | riaa.com          |
| Vereinigtes Königreich (BPI)                                                                 | Silber1 | 2× Gold2   | Platin1    | 1.300.000 | bpi.co.uk         |
| Insgesamt                                                                                    | Silber1 | 10× Gold10 | 7× Platin7 |           |                   |